# Helophilus trilineatus
Helophilus trilineatus är en tvåvingeart som först beskrevs av Fabricius 1775.  Helophilus trilineatus ingår i släktet kärrblomflugor, och familjen blomflugor. Inga underarter finns listade i Catalogue of Life.